# 换位子群
在抽象代数中，一个群的换位子群或导群，是指由这个群的所有换位子所生成的子群，记作 {\displaystyle [G,G]}、{\displaystyle G'} 或 {\displaystyle G^{(1)}} 。任意给定群均对应一个确定的换位子群。作为群 {\displaystyle G} 的正规子群，换位子群 {\displaystyle G'} 是使得 {\displaystyle G} 对它的商群 {\displaystyle G/G'} 为交换群的最小正规子群。在某种意义上，换位子群提供了群 {\displaystyle G} 的可交换程度，根据换位子的定义 {\displaystyle [x,y]=xyx^{-1}y^{-1}}， {\displaystyle x} 与 {\displaystyle y} 交换，即 {\displaystyle xy=yx}，当且仅当 {\displaystyle [x,y]=e}，换言之，群内可交换的元素越多，换位子就越少，换位子群也就越小。显然，交换群的换位子群为平凡群{\displaystyle \{e\}}。

## 定义
给定一个群 {\displaystyle G}，{\displaystyle G} 的换位子群或导群： {\displaystyle [G,G]}、{\displaystyle G'} 或 {\displaystyle G'} 是 {\displaystyle G} 的所有换位子所生成的子群：
{\displaystyle [G,G]=\langle g^{-1}h^{-1}gh\,|\,g,h\in G\rangle .}
类似地可以定义高阶的导群。
{\displaystyle G^{(0)}=G}
{\displaystyle G^{(n)}=[G^{(n-1)},G^{(n-1)}],\quad n\in \mathbb {N} _{+}}
可以证明，如果存在自然数 {\displaystyle n} 使得 {\displaystyle G^{(n)}={e}} ，那么 {\displaystyle G} 是可解群。
商群 {\displaystyle G/[G,G]} 是阿贝尔群，叫做 {\displaystyle G} 的阿贝尔化子群，通常记作 {\displaystyle G^{\mathrm {ab} }}。{\displaystyle G} 的阿贝尔化子群亦是其一阶同调群。 
{\displaystyle [G,G]=G}的群叫做完美群，这是与阿贝尔群相对的概念。完美群的阿贝尔化子群是单位群 {\displaystyle \{e\}}。

### 性质
1. {\displaystyle G^{\prime }} 是 {\displaystyle G} 的正规子群。
2. {\displaystyle G'} 对于自同构稳定：{\displaystyle \forall \phi \in \operatorname {Aut} (G),\phi (G^{\prime })=G^{\prime }}。
3. 如果 {\displaystyle H} 是 {\displaystyle G} 的子群，那么 {\displaystyle H^{\prime }\subseteq G^{\prime }}。
4. {\displaystyle \pi \colon G_{1}\to G_{2}} 是一个满同态，那么{\displaystyle \pi (G_{1}^{\prime })=G_{2}^{\prime }}。
5. 如果 {\displaystyle H} 是 {\displaystyle G} 的正规子群，那么 {\displaystyle G/H} 是交换群当且仅当 {\displaystyle G^{\prime }\subseteq H}。[注 1]
6. {\displaystyle G^{\prime }\subseteq G^{\prime }}，所以 {\displaystyle G^{\mathrm {ab} }=G/G^{\prime }} 可交换。

## 交换子群的例子
- 4次交替群{\displaystyle A_{4}}的交换子群是克莱因四元群{\displaystyle V_{4}}。
- n次对称群{\displaystyle S_{n}}的交换子群是n次交替群{\displaystyle A_{n}}。
- 四元群Q = {1, −1, i, −i, j, −j, k, −k} 的交换子群是 {1, −1}。